# 2016年アブダビグランプリ
2016年アブダビグランプリ (2016 Abu Dhabi Grand Prix) は、2016年のF1世界選手権最終戦として、2016年11月27日にヤス・マリーナ・サーキットで開催された。

## レース前
- ニコ・ロズベルグは開催前の時点で、ルイス・ハミルトンに12ポイント差でリードしている。ロズベルグが3位以上でフィニッシュすれば、ハミルトンの順位に関係なく初のドライバーズチャンピオンを獲得する。ロズベルグが4位以下の場合、ハミルトンは以下の条件で逆転チャンピオンとなる[1]。
  - ロズベルグが4-6位の場合、ハミルトンは優勝すれば逆転チャンピオン
  - ロズベルグが7-8位の場合、ハミルトンは2位以上でフィニッシュすれば逆転チャンピオン
  - ロズベルグが9位以下またはリタイアの場合、ハミルトンは3位以上でフィニッシュすれば逆転チャンピオン
- 2017年は開発ドライバー兼アンバサダーに退くジェンソン・バトンは、FIAの記者会見でF1引退を表明した[2][3][4]。バトンはこのレース限定でドライバーズチャンピオンを獲得した2009年（ブラウンGP）当時のイエローヘルメットを着用する[5]。
- このレースでピレリが用意したドライタイヤのコンパウンドはウルトラソフト、スーパーソフト、ソフトの3種類[6]。
- 1980年からマクラーレンのチーム運営に関わっていたロン・デニスが11月15日に行われた株主総会を受け、マクラーレン・テクノロジー・グループの会長兼CEOを辞任した[7]。後任のCEOが決まるまでの運営は多数株主から成る執行委員会が暫定的に引き継ぐ[8]。同月21日、ザック・ブラウンがエグゼクティブディレクターの職に就くことに同意し、翌月正式に就任すると発表した[9]。
- 2017年シーズンに関する動向
  - ザウバーがマーカス・エリクソンの残留を発表した[10]。
  - レッドブルは、タグ・ホイヤーとの契約を2018年まで延長。これに伴い、供給を受けているルノーのパワーユニットを、引き続き「タグ・ホイヤー」のバッジネームで走らせることが決まった[11]。

## フリー走行
マノー（MRT）は、開発ドライバーのジョーダン・キングを金曜午前のFP1で走らせた。アメリカGPに続き2回目。
トップタイムはFP1とFP2がルイス・ハミルトン、FP3はセバスチャン・ベッテルが記録した。

## 予選
2016年11月26日（土曜日）17:00（現地時間）
- 天候：晴
- 路面状況：ドライ
- 気温：26度[14]
- 路面温度：29度[14]

### 経過
Q1からQ3までの全セッションでトップタイムを出したルイス・ハミルトンが4戦連続（シーズン12回目）のポールポジションを獲得した。ドライバーズチャンピオンに王手をかけているニコ・ロズベルグは2位で決勝を迎えることになった。

### 結果
| Pos.                | No. | ドライバー                 | コンストラクター                | Q1       | Q2       | Q3       | Grid |
| ------------------- | --- | -------------------------- | ------------------------------- | -------- | -------- | -------- | ---- |
| 1                   | 44  | ルイス・ハミルトン         | メルセデス                      | 1:39.487 | 1:39.382 | 1:38.755 | 1    |
| 2                   | 6   | ニコ・ロズベルグ           | メルセデス                      | 1:40.511 | 1:39.490 | 1:39.058 | 2    |
| 3                   | 3   | ダニエル・リカルド         | レッドブル-タグ・ホイヤー       | 1:41.002 | 1:40.429 | 1:39.589 | 3    |
| 4                   | 7   | キミ・ライコネン           | フェラーリ                      | 1:40.338 | 1:39.629 | 1:39.604 | 4    |
| 5                   | 5   | セバスチャン・ベッテル     | フェラーリ                      | 1:40.341 | 1:40.034 | 1:39.661 | 5    |
| 6                   | 33  | マックス・フェルスタッペン | レッドブル-タグ・ホイヤー       | 1:40.424 | 1:39.903 | 1:39.818 | 6    |
| 7                   | 27  | ニコ・ヒュルケンベルグ     | フォース・インディア-メルセデス | 1:41.000 | 1:40.709 | 1:40.501 | 7    |
| 8                   | 11  | セルジオ・ペレス           | フォース・インディア-メルセデス | 1:40.864 | 1:40.743 | 1:40.519 | 8    |
| 9                   | 14  | フェルナンド・アロンソ     | マクラーレン-ホンダ             | 1:41.616 | 1:41.044 | 1:41.106 | 9    |
| 10                  | 19  | フェリペ・マッサ           | ウィリアムズ-メルセデス         | 1:41.157 | 1:40.858 | 1:41.213 | 10   |
| 11                  | 77  | バルテリ・ボッタス         | ウィリアムズ-メルセデス         | 1:41.192 | 1:41.084 |          | 11   |
| 12                  | 22  | ジェンソン・バトン         | マクラーレン-ホンダ             | 1:41.158 | 1:41.272 |          | 12   |
| 13                  | 21  | エステバン・グティエレス   | ハース-フェラーリ               | 1:41.639 | 1:41.480 |          | 13   |
| 14                  | 8   | ロマン・グロージャン       | ハース-フェラーリ               | 1:41.467 | 1:41.564 |          | 14   |
| 15                  | 30  | ジョリオン・パーマー       | ルノー                          | 1:41.775 | 1:41.820 |          | 15   |
| 16                  | 94  | パスカル・ウェーレイン     | MRT-メルセデス                  | 1:41.886 | 1:41.995 |          | 16   |
| 17                  | 26  | ダニール・クビアト         | トロ・ロッソ-フェラーリ         | 1:42.003 |          |          | 17   |
| 18                  | 20  | ケビン・マグヌッセン       | ルノー                          | 1:42.142 |          |          | 18   |
| 19                  | 12  | フェリペ・ナッセ           | ザウバー-フェラーリ             | 1:42.247 |          |          | 19   |
| 20                  | 31  | エステバン・オコン         | MRT-メルセデス                  | 1:42.286 |          |          | 20   |
| 21                  | 55  | カルロス・サインツ         | トロ・ロッソ-フェラーリ         | 1:42.393 |          |          | 21   |
| 22                  | 9   | マーカス・エリクソン       | ザウバー-フェラーリ             | 1:42.637 |          |          | 22   |
| 107% time: 1:46.451 |     |                            |                                 |          |          |          |      |
| ソース              |     |                            |                                 |          |          |          |      |

## 決勝
2016年11月27日（日曜日）17:00（現地時間）
- 天候：晴
- 路面状況：ドライ
- 気温：26度[17]
- 路面温度：29度[17]

### 経過
ルイス・ハミルトンが4連勝で2016年シーズンを締めくくったが、ドライバーズランキング首位のニコ・ロズベルグが2位となったため、ロズベルグが初のドライバーズチャンピオンを獲得。父のケケ・ロズベルグも1982年のドライバーズチャンピオンを獲得しており、親子2代でチャンピオンとなった（グラハム・ヒルとデイモン・ヒル以来2組目）。3位にセバスチャン・ベッテル、4位にマックス・フェルスタッペンが僅差で続いた。
ハミルトンは逆転チャンピオンを獲得するため意図的にスローペースで走り、チームメイトのロズベルグを後続勢とのバトルに巻き込ませようとした。その作戦によって、レース終盤にロズベルグとベッテル（さらに後方にはフェルスタッペン）とのバトルが繰り広げられハラハラさせる展開を生んだが、ロズベルグは2位を死守した。

### 結果
| Pos.   | No. | ドライバー                 | コンストラクター                | 周回数 | タイム/リタイア | Grid | Pts. |
| ------ | --- | -------------------------- | ------------------------------- | ------ | --------------- | ---- | ---- |
| 1      | 44  | ルイス・ハミルトン         | メルセデス                      | 55     | 1:38:04.013     | 1    | 25   |
| 2      | 6   | ニコ・ロズベルグ           | メルセデス                      | 55     | +0.439          | 2    | 18   |
| 3      | 5   | セバスチャン・ベッテル     | フェラーリ                      | 55     | +0.843          | 5    | 15   |
| 4      | 33  | マックス・フェルスタッペン | レッドブル-タグ・ホイヤー       | 55     | +1.685          | 6    | 12   |
| 5      | 3   | ダニエル・リカルド         | レッドブル-タグ・ホイヤー       | 55     | +5.315          | 3    | 10   |
| 6      | 7   | キミ・ライコネン           | フェラーリ                      | 55     | +18.816         | 4    | 8    |
| 7      | 27  | ニコ・ヒュルケンベルグ     | フォース・インディア-メルセデス | 55     | +50.114         | 7    | 6    |
| 8      | 11  | セルジオ・ペレス           | フォース・インディア-メルセデス | 55     | +58.776         | 8    | 4    |
| 9      | 19  | フェリペ・マッサ           | ウィリアムズ-メルセデス         | 55     | +59.436         | 10   | 2    |
| 10     | 14  | フェルナンド・アロンソ     | マクラーレン-ホンダ             | 55     | +59.896         | 9    | 1    |
| 11     | 8   | ロマン・グロージャン       | ハース-フェラーリ               | 55     | +1:16.777       | 14   |      |
| 12     | 21  | エステバン・グティエレス   | ハース-フェラーリ               | 55     | +1:35.113       | 13   |      |
| 13     | 31  | エステバン・オコン         | MRT-メルセデス                  | 54     | +1 Lap          | 20   |      |
| 14     | 94  | パスカル・ウェーレイン     | MRT-メルセデス                  | 54     | +1 Lap          | 16   |      |
| 15     | 9   | マーカス・エリクソン       | ザウバー-フェラーリ             | 54     | +1 Lap          | 22   |      |
| 16     | 12  | フェリペ・ナッセ           | ザウバー-フェラーリ             | 54     | +1 Lap          | 19   |      |
| 17     | 30  | ジョリオン・パーマー       | ルノー                          | 54     | +1 Lap 1        | 15   |      |
| Ret    | 55  | カルロス・サインツ         | トロ・ロッソ-フェラーリ         | 41     | ギアボックス    | 21   |      |
| Ret    | 26  | ダニール・クビアト         | トロ・ロッソ-フェラーリ         | 14     | ギアボックス    | 17   |      |
| Ret    | 22  | ジェンソン・バトン         | マクラーレン-ホンダ             | 12     | サスペンション  | 12   |      |
| Ret    | 77  | バルテリ・ボッタス         | ウィリアムズ-メルセデス         | 6      | サスペンション  | 11   |      |
| Ret    | 20  | ケビン・マグヌッセン       | ルノー                          | 5      | サスペンション  | 18   |      |
| ソース |     |                            |                                 |        |                 |      |      |

ファステストラップ
- セバスチャン・ベッテル（フェラーリ） 1:43.729（43周目）

ラップリーダー
- ルイス・ハミルトン（Lap 1-6, 10-28, 38-55）
- ニコ・ロズベルグ（Lap 7-8, 29）
- ダニエル・リカルド（Lap 9）
- セバスチャン・ベッテル（Lap 30-37）

追記
- ^1 - パーマーはサインツとの接触を引き起こしたため、5秒のタイム加算ペナルティとペナルティポイント2点が科された[17][21]

## ランキング
|  | 順位 | ドライバー                 | ポイント |
|  | 1    | ニコ・ロズベルグ           | 385      |
|  | 2    | ルイス・ハミルトン         | 380      |
|  | 3    | ダニエル・リカルド         | 256      |
|  | 4    | セバスチャン・ベッテル     | 212      |
|  | 5    | マックス・フェルスタッペン | 204      |

|  | 順位 | コンストラクター                | ポイント |
|  | 1    | メルセデス                      | 765      |
|  | 2    | レッドブル-タグ・ホイヤー       | 468      |
|  | 3    | フェラーリ                      | 398      |
|  | 4    | フォース・インディア-メルセデス | 173      |
|  | 5    | ウィリアムズ-メルセデス         | 138      |

- 注：ドライバー、コンストラクター共にトップ5のみ表示。

## レース後
ドライバーズチャンピオンを獲得したニコ・ロズベルグが、アブダビGP終了から5日後の12月2日に突然F1引退を発表し、関係者やファンを大きく驚かせた。チャンピオンを獲得したドライバーがその年に引退するのは1993年のアラン・プロスト以来のことである。
ルイス・ハミルトンが決勝で意図的なペースダウンをしてワン・ツー・フィニッシュを危険に晒したことがチームからの命令違反に当たるとされ、何らかの処分が下される可能性もあったが、ロズベルグの引退により処分は見送られた。トト・ヴォルフはハミルトンにペースアップの指示を出したのは誤りだったと認め、ハミルトンは後日、個人的にヴォルフの自宅を訪れ和解した。